# Мелник
Мелник (буг. Мелник) град је у Бугарској, у југозападном делу земље. Припада општини Сандански у области Благоевград.
Мелник, мада најмањи град у Бугарској и Европи, има изванредан значај као једно од најочуванијих места са балканском архитектуром на целом полуострву. Због тога је град значајно туристичко одредиште у држави.

## Географија
Град Мелник се налази у југозападном делу Бугарске, близу државне границе са Грчком. Од престонице Софије Мелник је удаљен око 175 km јужно, а од најближег већег града и седишта области, Благоевграда, град је удаљен око 80 km.
Област Мелника налази се у средишњем делу реке Струма, на источном ободу Санданске котлине. Источно од града стрмо се издиже планина Пирин. Надморска висина града је око 440 m.
Клима у граду је измењено континентална са утицајем средоземне климе због близине Егејског мора.

## Историја
Окружење Мелника је насељено још у време Трачана. Касније тога овим простором владају Византија, средњовековна Бугарска, српска краљевина и Османско царство. Богумили су у време бугарског цара Самуила, ту подигли једну своју цркву.
Српски цар Душан је 1342. године освојио Мелник и Видин, који су били у саставу Византије. Град је заузео и држао српски велвожа Реља; преотео га је од Грка, Ласкариса. Турци Османлије освајају подручје Мелника 1395. године. Веома дуга владавина Турака донела је многе промене. У 18. веку Мелник досеже свој зенит, када постаје важно трговачко средиште, насељено махом Грцима. Крајем века град захвата пожар, после кога се градић никада није опоравио.
У првој половини 18. века један анонимни српски путописац је путовао у друштву хаџија турском царевином. Свратио је последњег дана месеца јула у варош Мелник, за коју пише да је "превелика и пречуднаја". Било је ту много становникa и много очуваних хришћанских православних богомоља. У митрополијској цркви Св. Николе изненадило их је то што "слабо украшена и јако мрачна". Посетиле су тада хаџије православног митрополита тамошњег Јоаникија. Француски генерал Мармон, гувернер Далмације саставио је 1807. године кратки извештај о Турској царевини на европском тлу. За Мелник се наводи следеће: "грчки језик, у дистрикту је 40 села, има 2.000 Муслимана, 4.000 Хришћана." Године 1886. у Мелнику ради једноразредна (бугарска) нижа гимназија са 15 ученика и једним наставником. Српски дописник је констатовао 1892. године да ту полако расте бугарски утицај (бугаризам), који се зачео у удаљеном Охриду. Насеље има крајем 19. века грчко-бугарски етнички карактер.
Београдски гвожђарски трговац Илија Антоновић рођен је 1843. године у Мелнику, у Јужној Србији, од оца Антона Илића. Илија је постао велики српски добротвор у Београду, где је подарио своју двоспратну кућу у Карађорђевој улици и финансијски издашно помогао градске цркве, болницу, удружења, сиромашне студенте и друго.

## Становништво
Српски историчар Спиридон Гопчевић, 1890. године бележи да Мелник има 5.500 становника, од чега је 3.500 Словена (500 муслимана), 1.400 Грка и 600 Турака. Од 1.000 до 2.000 Словена је било хеленизовано (припадници Цариградске патријаршије и говорили су грчким језиком). Према бугарском географу и историчару, Василу Канчову, у Мелнику је 1900. године живело 2.650 Грка, 950 Турака, 500 Словена хришћана, 200 Рома и 30 Аромуна. Припајањем држави Бугарској 1912. године старо становништво се исељава у Грчку, а на њихово место се досељавају словенске избеглице са простора грчког дела Македоније.
По попису из 2021. године град Мелник имао је 161 становника и био је најмањи град у Бугарској. Већина градског становништва су етнички Бугари.
| 2001. | 2011. | 2021. |
| ----- | ----- | ----- |
| 243   | 217   | 161   |

Већинска вероисповест становништва је православна.

## Галерија
- Улица у древном Мелнику
- Мелник зими
- Хотел у Мелнику
- Кућа Кордопулос — етно-музеј

## Познате личности
- Илија Антоновић, српски трговац и добротвор

## Партнерски градови
- Мјелњик